# Strada principale 406
La strada principale 406 (H406; in tedesco Hauptstrasse 406; in francese route principale 406) è una delle strade principali della Svizzera.

## Percorso
La strada è definita dai seguenti capisaldi d'itinerario: "Gordola - Quartino - Cadenazzo".
La tratta dall'innesto dell'A13 a Cadenazzo è parte della strada nazionale 13, che collega Locarno a St. Margrethen.